# Haus Mertens (Lüneburger Straße 22)

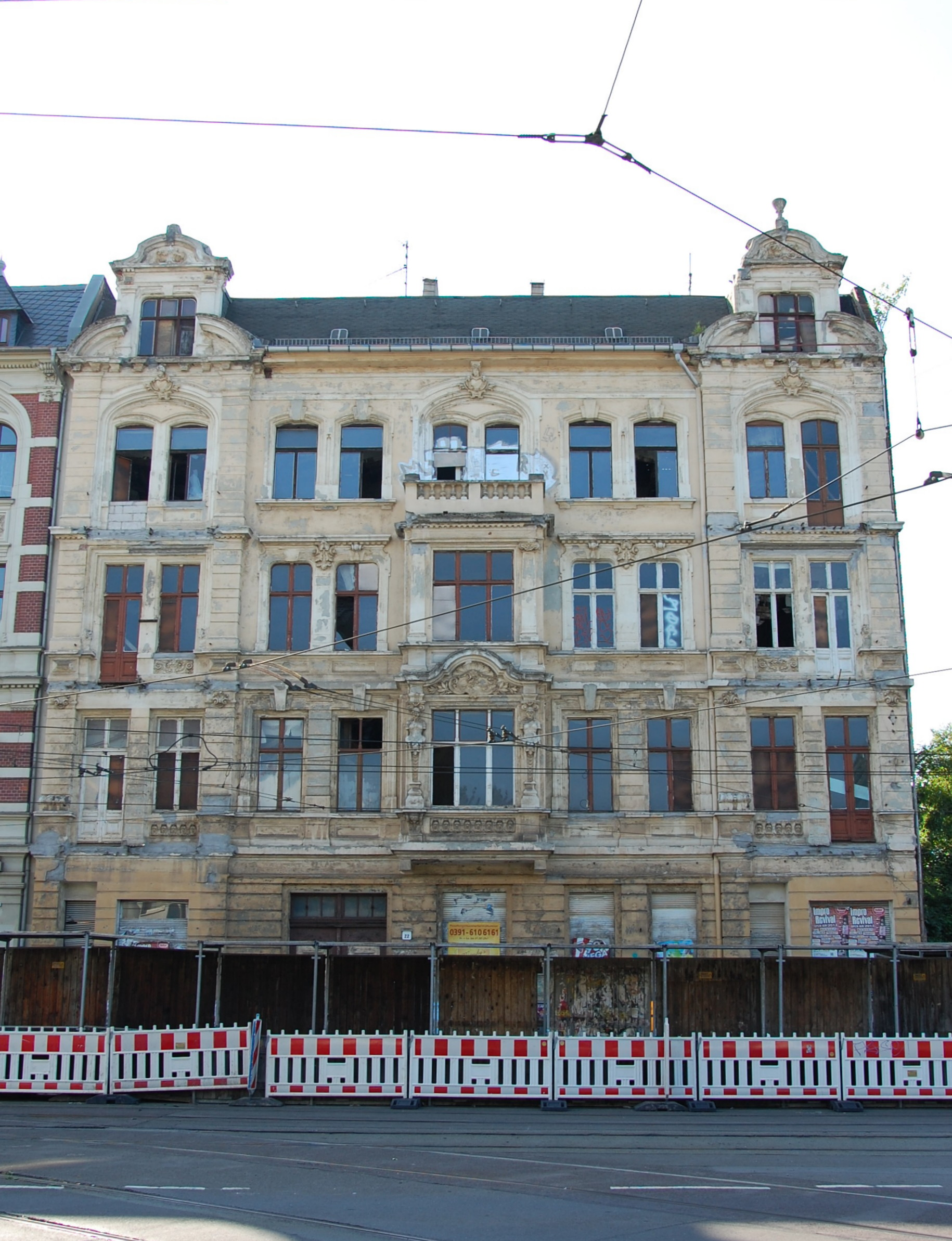
Lüneburger Straße 22, 2013

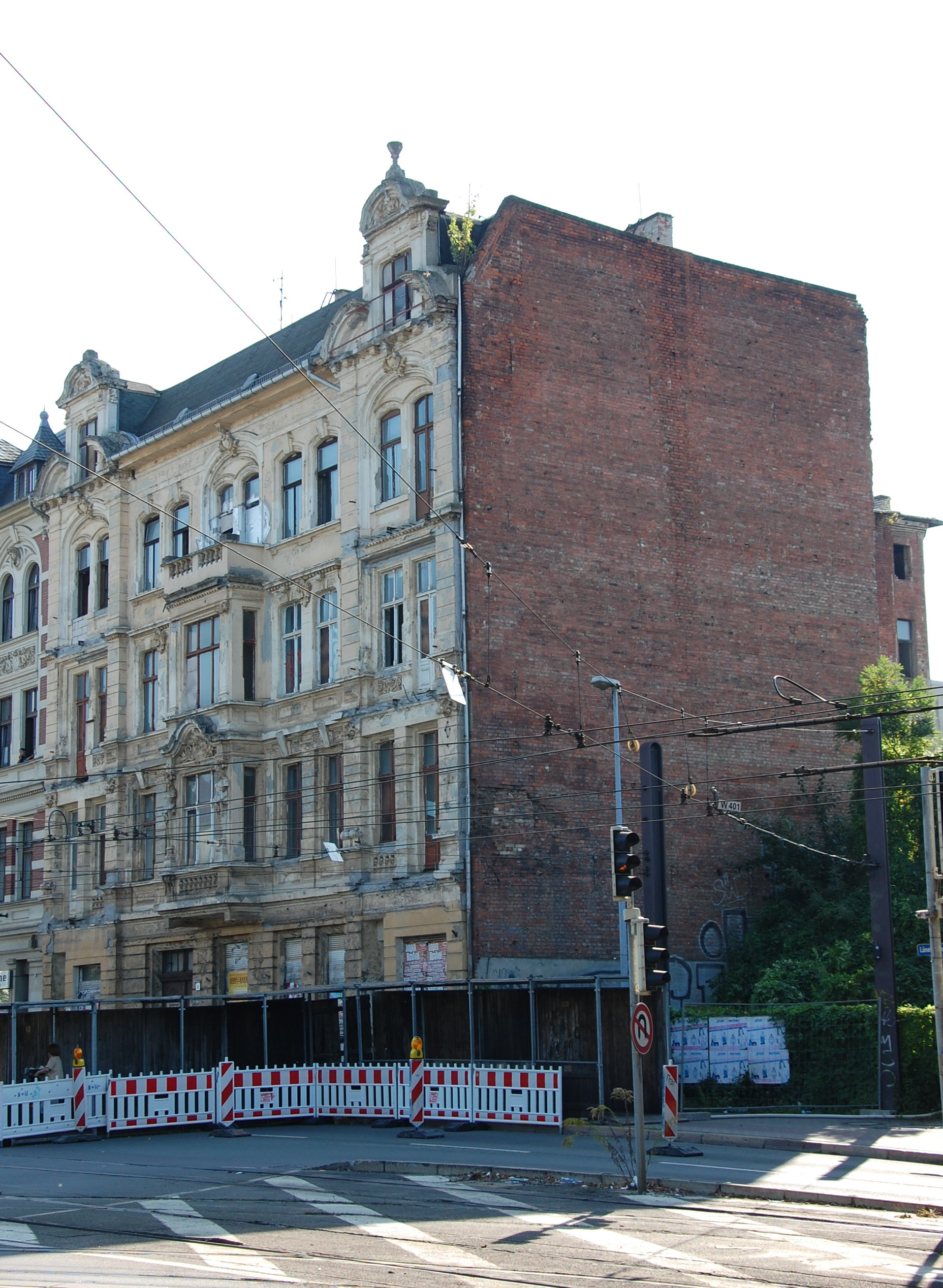
Blick von Norden

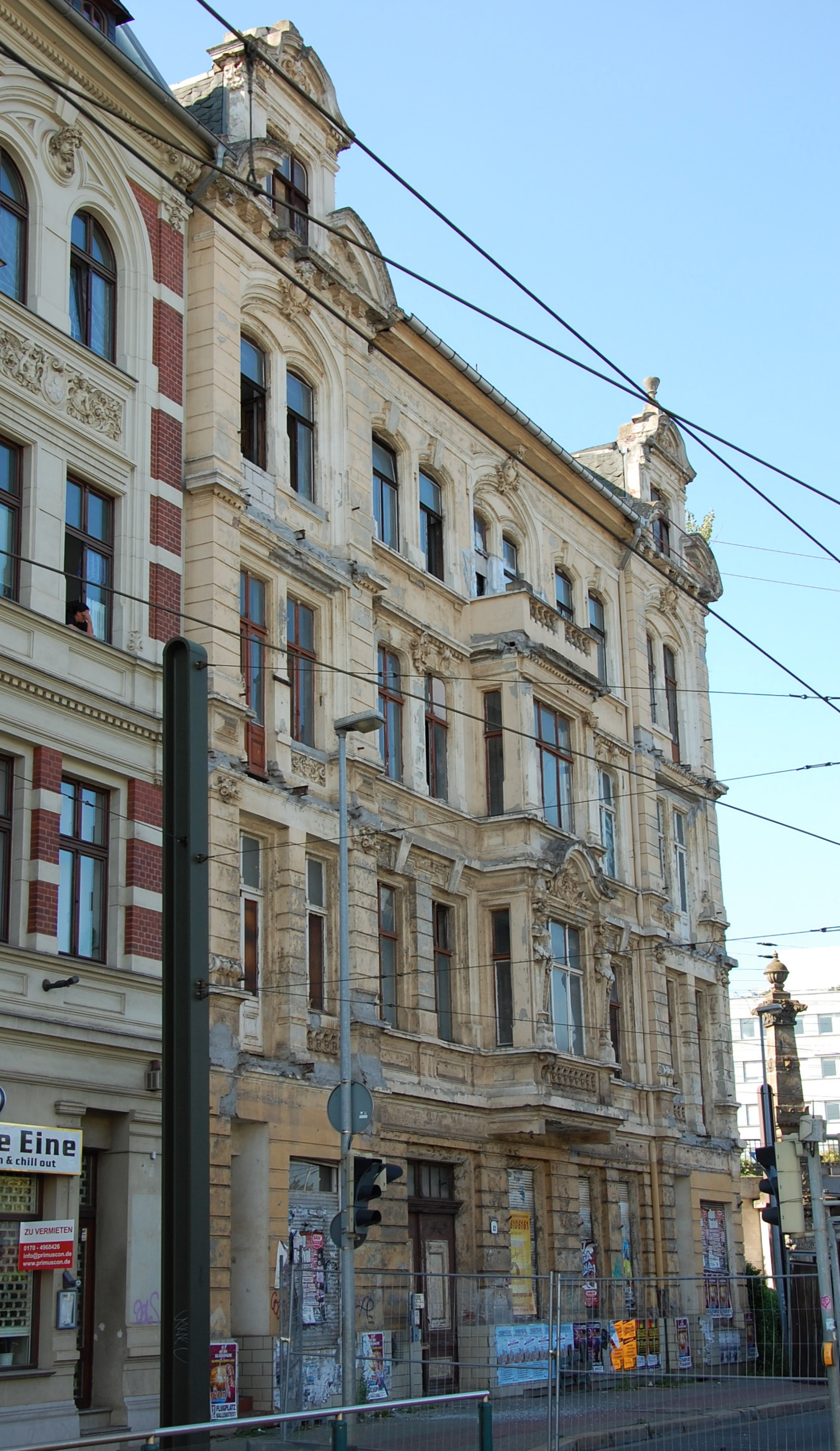
Blick von Süden

Das Haus Mertens war ein denkmalgeschütztes Wohn- und Geschäftshaus in Magdeburg in Sachsen-Anhalt. Es wurde 2013 abgerissen.

## Lage
Das Gebäude befand sich auf der Westseite der Lüneburger Straße an deren nördlichen Ende im Magdeburger Stadtteil Alte Neustadt an der Adresse Lüneburger Straße 22. Gegenüber dem Haus mündet die Agnetenstraße auf die Lüneburger Straße. Südlich des Standorts befindet sich das Baudenkmal Haus Mertens (Lüneburger Straße 23). Unmittelbar nördlich verläuft die Bahnstrecke Berlin–Magdeburg, die hier über die Eisenbahnbrücke Lüneburger Straße die Lüneburger Straße überbrückt.

## Architektur und Geschichte
Das repräsentative viergeschossige Gebäude war in den Jahren 1893/94 im Auftrag des Maurermeisters Fritz Mertens errichtet worden, der auch das Nachbargebäude hatte errichten lassen. Auf Mertens geht auch die Bezeichnung Haus Mertens zurück, die jedoch in gleicher Weise auch für das benachbarte Gebäude Lüneburger Straße 23 verwendet wird. Verfasser der Planungen für das Haus war P. Schneider.
Die Gestaltung erfolgte im Stil des Neobarock und orientierte sich an der bürgerlichen Barockarchitektur Magdeburgs im späten 17. und 18. Jahrhundert. Die zehnachsige Fassade des verputzten Baus war aufwendig und elegant gestaltet. Die äußeren beiden Achsen traten jeweils als flacher Risalit hervor und waren mit Schweifgiebeln bekrönt. Vor dem ersten und zweiten Obergeschoss bestand in den mittleren beiden Achsen ein Kastenerker. Am Haus befanden sich gebauchte Balkonbrüstungen mit schmiedeeisernen Gittern. Bedeckt war das Gebäude mit einem Mansarddach.
Während im Vorderhaus repräsentative Wohnungen untergebracht waren, war der Hof eng bebaut.
Das Gebäude galt als Teil der Baugruppe mit dem Nachbarhaus aber auch als Teil des Ensembles mit dem östlich gelegenen Bahnhof Magdeburg-Neustadt als städtebaulich bedeutsam. Es stellte die westliche Begrenzung des Areals um den Platz vor dem Neustädter Bahnhof dar. Trotzdem wurde es nach längerem Leerstand Oktober/November 2013 wegen Baufälligkeit abgerissen.
Im örtlichen Denkmalverzeichnis war das Gebäude unter der Erfassungsnummer 094 16814 als Wohn- und Geschäftshaus verzeichnet.